# We Like 2 Party
„We Like 2 Party” – singel południowokoreańskiej grupy Big Bang, wydany cyfrowo 1 czerwca 2015 roku przez YG Entertainment. „We Like 2 Party”, razem z „Bang Bang Bang”, znalazł się na singlu A.

## Tło
YG Entertainment zapowiedziało utwór jako część „MADE Series: A” Big Bangu w dwóch plakatach opublikowanych 28 i 29 maja 2015 roku.
Teledysk do utworu był kręcony na wyspie Czedżu 19 maja 2015 roku. Na teledysku znalazły się sceny kręcone przez członków zespołu. Przedstawiciel agencji powiedział: „Aby pokazać naturalną atmosferę piosenki, zdecydowaliśmy, że zamiast gry aktorskiej najlepiej byłoby, aby uchwycić prawdziwe uczucia. Dlatego [członkowie] zaczęli kręcić po wypiciu [alkoholu] w studio.”. Teledysk pokazał beztroską stronę Big Bangu, w przeciwieństwie do poprzednich teledysków, które były znane z potężnego obrazu. Teledysk miał swoją premierę 4 czerwca 2015 roku.

## lista utworów
| Nr | Tytuł             | Słowa                        | Kompozycja                         | Aranżacja   | Czas |
| -- | ----------------- | ---------------------------- | ---------------------------------- | ----------- | ---- |
| 1. | "We Like 2 Party" | Teddy, Kush, G-Dragon, T.O.P | Teddy, Kush, Seo Won-jin, G-Dragon | Teddy, Kush | 3:16 |

## Notowania
| Kraj              | Lista                         | Najwyższa pozycja |
| ----------------- | ----------------------------- | ----------------- |
| Korea Południowa  | Gaon Weekly Digital Chart     | 3                 |
| Korea Południowa  | Gaon Yearly Digital Chart     | 43                |
| Korea Południowa  | Gaon Weekly Download Chart    | 2                 |
| Korea Południowa  | Gaon Yearly Download Chart    | 41                |
| Korea Południowa  | Gaon Weekly Streaming Chart   | 4                 |
| Korea Południowa  | Gaon Yearly Streaming Chart   | 55                |
| Stany Zjednoczone | Billboard World Digital Songs | 2                 |
| Japonia           | Japan Hot 100                 | 27                |

## Sprzedaż
| Kraj                                | Sprzedaż                        |
| ----------------------------------- | ------------------------------- |
| Korea Południowa                    | 1 206 186+ (stan na 17.12.2016) |
| USA (Billboard World Digital Songs) | 7000                            |
| Chiny (KuGou)                       | 714 400                         |